# Rudolf af Østrig (1858-1889)
 Ikke at forveksle med Rudolf af Østrig (1788-1831).
Rudolf af Østrig (21. august 1858 – 30. januar 1889) var eneste søn af kejser Franz Joseph 1. af Østrig-Ungarn og dennes hustru Elisabeth af Bayern.
Han blev gift 10. maj 1881 med prinsesse Stephanie af Belgien, datter af kong Leopold 2. af Belgien. Parret fik et barn:
1. ærkehertuginde Elisabeth Marie af Østrig (2. september 1883 – 16. marts 1963) – gift 1902 med Otto Weriand von Windisch-Grätz. Skilt 1948. Gift anden gang 1948 med Leopold Petznek.

Efter datterens fødsel drev parret langsomt fra hinanden. I 1888 indledte han et forhold til den kun 17-årige Maria von Vetsera. De blev åbenbart håbløst forelsket i hinanden, men en skilsmisse fra Stephanie ville være udelukket efter Habsburg-familiens arveregler. Rudolf og Maria blev fundet døde på slottet i Mayerling, tilsyneladende efter et selvmord.

## Følger af selvmordet
Efter Rudolfs død blev afstanden mellem hans forældre fortsat større, og moderen opholdt sig for det meste i udlandet indtil hendes egen død i 1898. Arveretten til tronen gik videre til Karl Ludwig af Østrig, bror til Franz Joseph, som dog allerede dagen efter fraskrev sig retten. Dernæst blev det hans søn, Franz Ferdinand, som blev tronarving.